# اونو تونچ
اونو تونچ (انگلیسی: Onno Tunç با نام اصلی اوهانس تونجبویاجیان ارمنی: Օհաննես Թունչբոյաջյան؛ ۲۰ دسامبر ۱۹۴۸ – ۱۴ ژانویه ۱۹۹۶) یک آهنگساز ارمنی‌تبار اهل ترکیه بود. از ساخته‌های معروف او آهنگ شینانای (Şinanay) با صدای سزن آکسو است.
وی در حادثه سقوط هواپیمای شخصی‌اش کشته شد و در گورستان ارامنه شیشلی به خاک سپرده شد.